# Wojska zmechanizowane

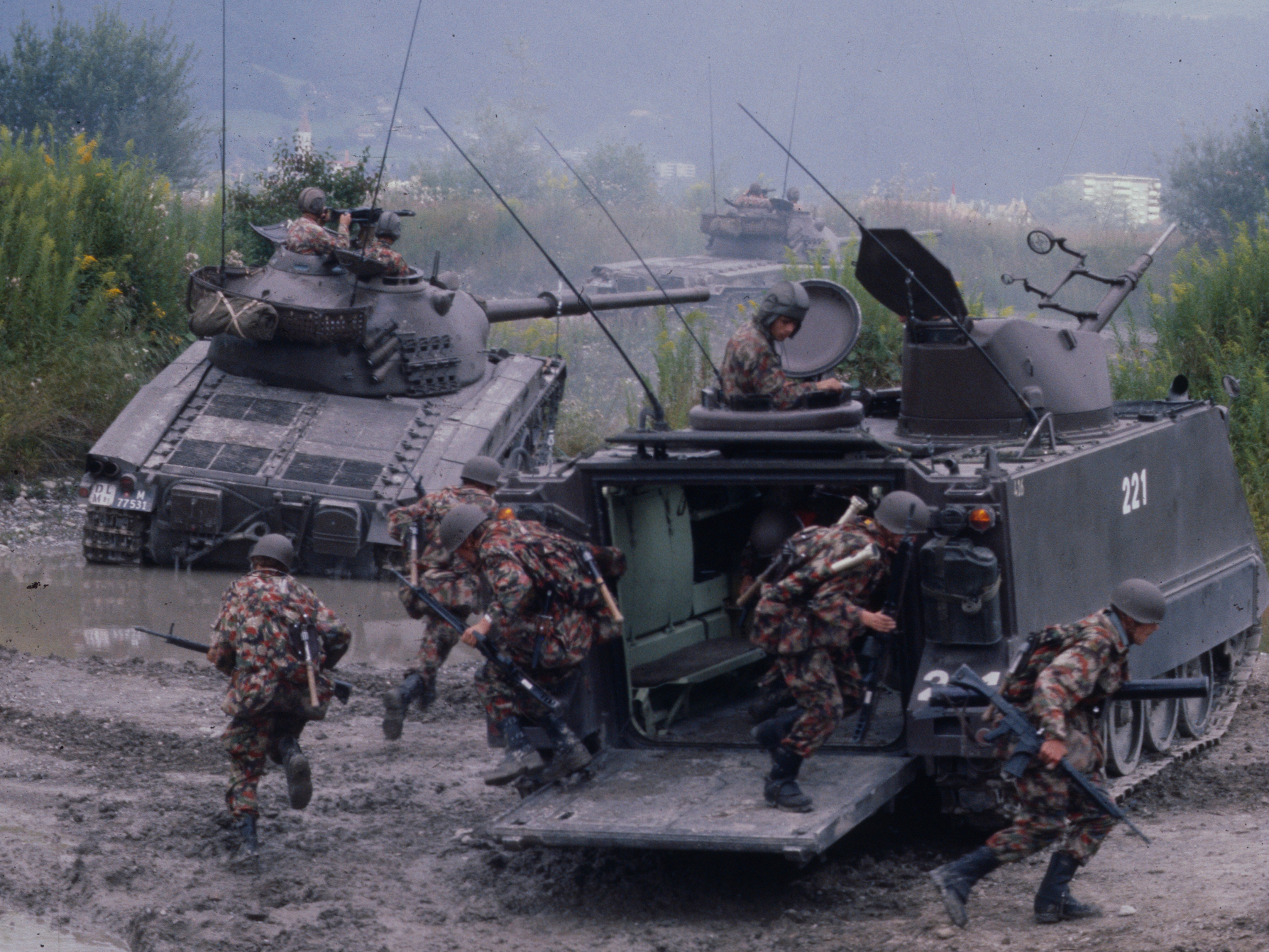
Wojska zmechanizowane

Wojska zmechanizowane – jeden z głównych rodzajów wojsk lądowych wykorzystujący współdziałające ze sobą wozy bojowe i piechotę zmotoryzowaną.

## Charakterystyka
Charakteryzują się taką samą manewrowością, jak wojska pancerne, ale mniejszą ochroną i siłą ognia. Piechota wyposażona w bojowe wozy piechoty może towarzyszyć czołgom w ataku, ale ich dowódcy muszą rozważnie określić, kiedy i gdzie piechota może się spieszyć, aby wykonać zadanie. W czasie ataku piechota może działać w ugrupowaniu mieszanym. W obronie piechota działa jako punkt centralny dla manewrujących wojsk pancernych. Ponadto oddziały (pododdziały) zmechanizowane wyposażone w przeciwpancerne pociski kierowane mogą być użyte do prowadzenia ognia obserwowanego i wsparcia działań opóźniających w kombinowanym ugrupowaniu bojowym. 
Jednostki zmechanizowane i jednostki pancerne powinny działać jako zgrupowania, w celu zwiększenia możliwości oddziaływania na przeciwnika w różnorodnym terenie. Wojska pancerne i zmechanizowane mogą prowadzić standardowe działania bojowe w celu niszczenia przeciwnika we współdziałaniu z innymi rodzajami wojsk. Z wojsk pancernych i zmechanizowanych można zawczasu lub doraźnie tworzyć zgrupowania ciężkie lub lekkie. Zgrupowania te mogą być użyte w zależności od specyfiki postawionego zadania i środowiska. Ich zadania taktyczne mogą obejmować ponadto: ubezpieczenie, rozpoznanie, ogień przeciwpancerny w celu wsparcia działań jednostek nieopancerzonych.

## Wojska zmechanizowane w Polsce
W Siłach Zbrojnych RP w 2007 roku występowały trzy dywizje zmechanizowane, w skład których wchodziło łącznie siedem brygad zmechanizowanych, a ponadto jedna brygada zmechanizowana wchodzi w skład dywizji pancernej. Ponadto w każdej brygadzie pancernej występowały po jednym batalionie zmechanizowanym. Głównym wozem bojowym pododdziałów zmechanizowanych WP były BWP-1. 
Święto Wojsk Pancernych i Zmechanizowanych - Dzień Czołgisty obchodzone jest 17 czerwca.
Po raz pierwszy Dzień Czołgisty obchodzony był w dniach 18-20 czerwca 2009 w Żaganiu, w związku z 90-leciem polskiej broni pancernej.
Dywizje i brygady zmechanizowane WP:
- 12 Dywizja Zmechanizowana im. Księcia Bolesława Krzywoustego;
  - 2 Brygada Zmechanizowana Legionów im. Marszałka Józefa Piłsudskiego (Złocieniec);
  - 12 Brygada Zmechanizowana im. gen. broni Józefa Hallera (Szczecin);
- 16 Pomorska Dywizja Zmechanizowana im. Króla Kazimierza Jagiellończyka;
  - 15 Giżycka Brygada Zmechanizowana im. Zawiszy Czarnego (Giżycko);
  - 20 Bartoszycka Brygada Zmechanizowana im. hetmana Wincentego Gosiewskiego (Bartoszyce);
- 17 Wielkopolska Brygada Zmechanizowana im. gen. broni Józefa Dowbora-Muśnickiego ze składu 11 Dywizji Kawalerii Pancernej (Międzyrzecz).

Symbolika wojsk zmechanizowanych w Polsce

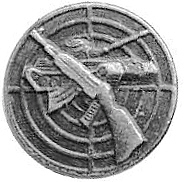
Korpusówka
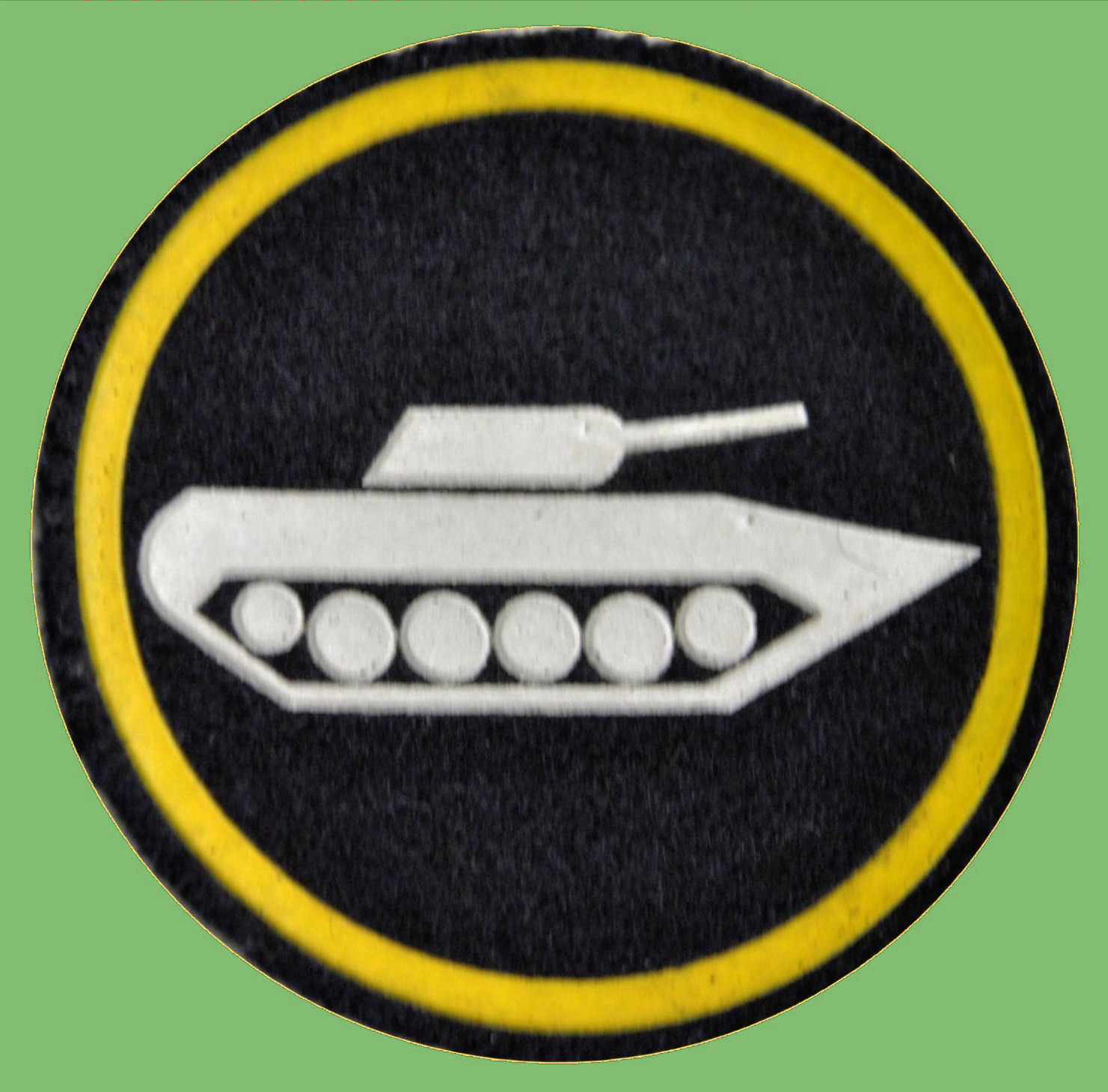
oznaka rozpoznawcza
Oznaka specjalisty wojsk lądowych
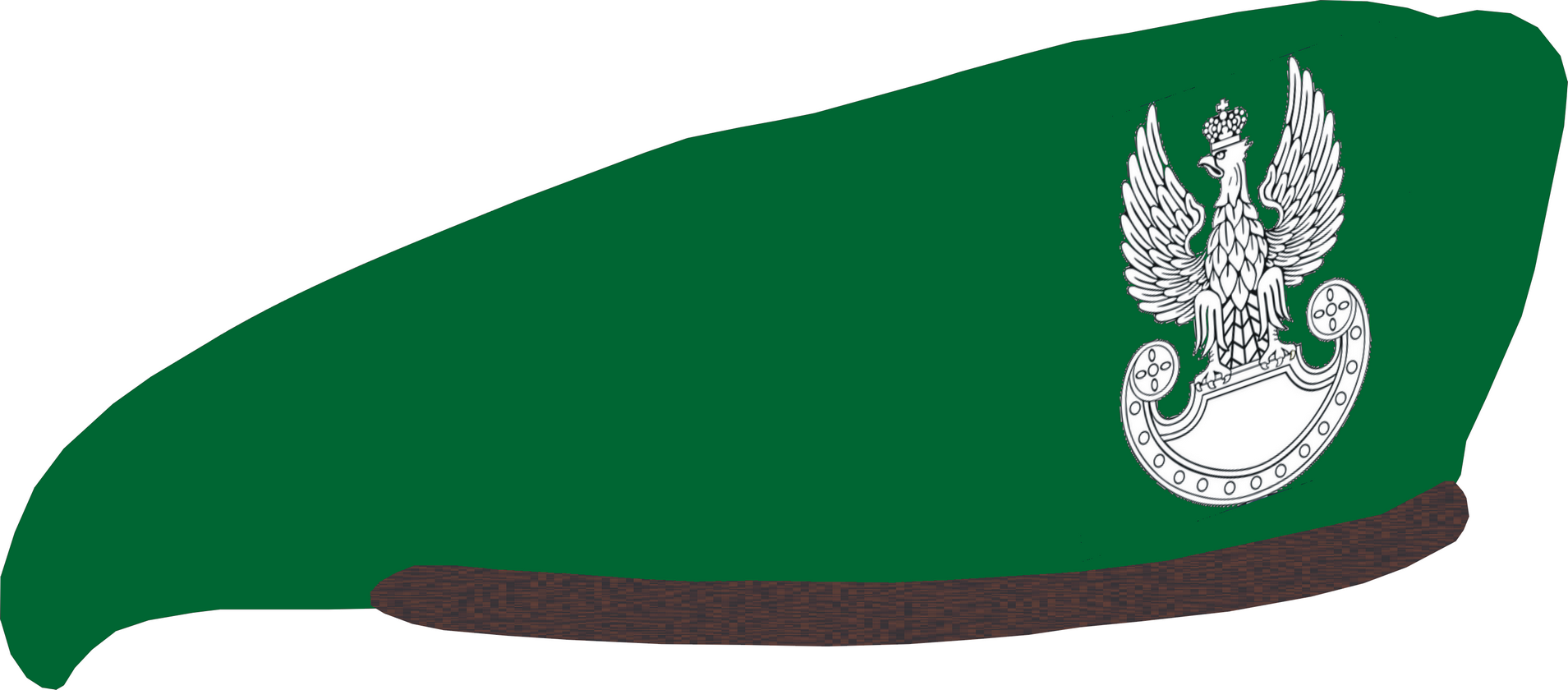
Zielony beret
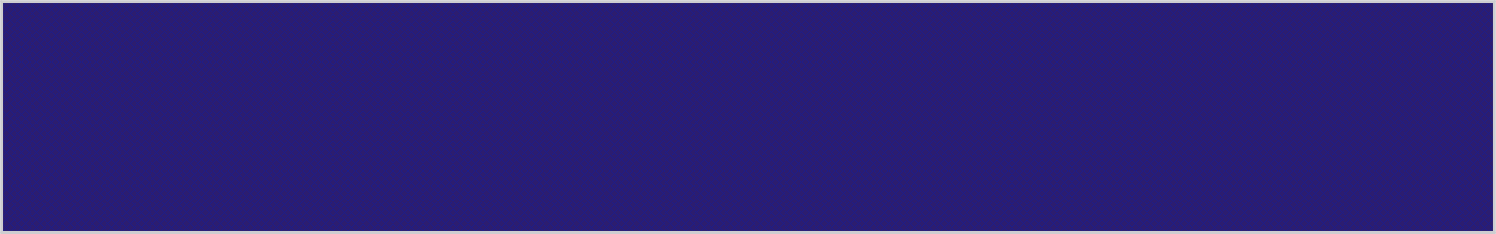
Otok